# Stenocybe septata
Stenocybe septata är en lavart som först beskrevs av Leight., och fick sitt nu gällande namn av A. Massal. Stenocybe septata ingår i släktet Stenocybe och familjen Mycocaliciaceae.   Inga underarter finns listade i Catalogue of Life.